# Wybory do Parlamentu Europejskiego w Szwecji w 2009 roku

Wyniki wyborów według gmin

Wybory do Parlamentu Europejskiego VII kadencji w Szwecji odbyły się 7 czerwca 2009 roku. Szwedzi wybrali 18 europarlamentarzystów, co odzwierciedla przepisy Traktatu Nicejskiego. W przypadku, gdyby doszło do wejścia w życie Traktatu Lizbońskiego, Szwecji przypadłoby 20 mandatów. W wyborach do PE obowiązuje w Szwecji próg wyborczy 4%. Frekwencja wyborcza wyniosła 45,5% i była o 7,7% wyższa niż w poprzednich eurowyborach.
Wybory wygrali socjaldemokraci, którzy zachowali posiadane 5 mandatów. Na drugim miejscu uplasowali się moderaci z 4 mandatami. Wzrost poparcia odnotowali Zieloni (z 6% w 2004 r. do 11%), liberałowie (z 9,9% do 13,6%) oraz Szwedzcy Demokraci (z 1,1% do 3,3%). Największe straty poniosła eurosceptyczna Lista Czerwcowa (spadek z 14,5% do 3,6%), która utraciła wszystkie miejsca w PE, a także Partia Lewicy (z 12,8% do 5,7%), która straciła jeden z dwóch mandatów. Startująca po raz pierwszy Partia Piratów zdobyła 7,1% głosów i jeden mandat w PE.

## Wyniki wyborów
| Lista wyborcza                                 | Partia europejska | Głosy     | %     | Mandaty | Zmiana |
| ---------------------------------------------- | ----------------- | --------- | ----- | ------- | ------ |
| Szwedzka Socjaldemokratyczna Partia Robotnicza | PES               | 773 513   | 24,4% | 5       | ±0     |
| Umiarkowana Partia Koalicyjna                  | EPL               | 596 710   | 18,8% | 4       | ±0     |
| Ludowa Partia Liberałów                        | ELDR              | 430 385   | 13,6% | 3       | +1     |
| Partia Zielonych                               | Zieloni/WSE       | 349 114   | 11,0% | 2       | +1     |
| Piratpartiet                                   | Zieloni/WSE       | 225 915   | 7,1%  | 1       | +1     |
| Partia Lewicy                                  | NGL               | 179 222   | 5,7%  | 1       | −1     |
| Partia Centrum                                 | ELDR              | 173 414   | 5,5%  | 1       | ±0     |
| Kristdemokraterna                              | EPL               | 148 141   | 4,7%  | 1       | ±0     |
| Lista Czerwcowa                                | EUDemocrats       | 112 355   | 3,6%  | 0       | −3     |
| Sverigedemokraterna                            |                   | 103 573   | 3,3%  | 0       | ±0     |
| Inicjatywa Feministyczna                       |                   | 70 434    | 2,2%  | 0       | ±0     |
| ArbetarInitiativet                             |                   | 2 862     | 0,09% | 0       | ±0     |
| Nationaldemokraterna                           |                   | 1 329     | 0,04% | 0       | ±0     |
| Europeiska Arbetarpartiet                      |                   | 196       | 0,01% | 0       | ±0     |
| pozostali                                      |                   | 1 412     | 0,04% | 0       | ±0     |
| Razem                                          |                   | 3 168 575 | 100%  | 18      | −1     |

Oddano również 54 509 głosów pustych i 4 506 głosów nieważnych.